# Voigtsdorf
Voigtsdorf ist eine Gemeinde im Osten des Landkreises Mecklenburgische Seenplatte im Südosten Mecklenburg-Vorpommerns (Deutschland). Sie wird vom Amt Woldegk mit Sitz in der gleichnamigen Stadt verwaltet. Weil sich Voigtsdort allen Fusionsbemühungen mit der Gemeinde Woldegk widersetzt, ist der Ort mit weniger als 100 Einwohnern und 7,62 Quadratkilometern Fläche nach wie vor der kleinste in Mecklenburg-Vorpommern.
Voigtsdorf wurde bereits 1267 erstmals urkundlich erwähnt. Von 1701 bis 1918 gehörte das Dorf zum Herzogtum Mecklenburg-Strelitz.

## Geografie
Die Gemeinde Voigtsdorf liegt etwa 25 Kilometer östlich von Neubrandenburg und zehn Kilometer nordwestlich von Strasburg (Uckermark). Es handelt sich um ein typisches Straßendorf mit drei Ausbauten. Südlich des Ortes befindet sich der Endmoränenbogen der bis zu 153 Meter hohen Brohmer Berge im Naturschutzgebiet Brohmer Berge. Nachbargemeinden sind Schönhausen im Osten, Schönbeck im Nordwesten und Groß Miltzow im Südwesten.

## Geschichte
Die Ortschaft gehörte ursprünglich zum Bistum Havelberg. In diesem Kontext wurde Voigtsdorf als Bischofesdorp schon 1267 ersterwähnt. Dann fiel die Gemarkung denen von Oldenfleht zu. Und schon in dieser frühen Phase war es mit dem benachbarten Schönhausen verbunden. Die adeligen Grundeigentümer verpfändeten den Ort mehrfach, auch an die Familie von Rieben. Die Forschung geht davon aus, dass jener Pfandbesitz in den Lehnsbesitz überging, denn Eigentümer blieb der Landesherr, auf den der Eid geleistet wurde. Die wenigen kleineren Bauernhöfe lagen damals wüst. Nach 1648 lebten noch zwei Bauernfamilien in Voigtsdorf, der Besitz war nun fast gänzlich bei den Rieben auf Schönhausen. 1808 ging das Gut in bürgerliche Hände, man veräußerte es an Ludwig Berlin, den Bürgermeister und Syndikus aus Friedland. Nach mehrfachen Besitzerwechseln erwarb es nach 1844 ein Gutsbesitzer namens Michael auf Lehngut Bassow. Wenig später wurde eine Erbfolgeregelung vorbereitet in Form einer Familienfideikommiss-Stiftung über die Güter Bassow und Voigtsdorf. Die Familie Michael wurde in den Adelsstand erhoben. Die Nobilitierung ist auf den 4. März 1844 datiert, in Wien wurde das Diplom ausgestellt, die Aufnahme in die mecklenburgische Ritterschaft erfolgte oft später, nach hundertjähriger Anwesenheit. Einer der Nachfahren war Major a. D. Adolf von Michael, auf Schönhausen und auf Voigtsdorf. Das letztmals 1928, also kurz vor der großen Wirtschaftskrise, veröffentlichte Güteradressbuch für Mecklenburg weist zu Voigtsdorf 871 ha aus. Landwirtschaftlich wurde eine große Schafsviehwirtschaft betrieben. Als Verwalter agierte der Administrator Hans Horn. Das spricht bereits für eine Auflage seitens eines Kreditgebers, zumeist den Ritterschaftsbanken. Herr von Michael verkaufte dann 1932 an die Ansiedlungsbank zu Berlin. Der nächste private Nutzer stellte das kleine Gutshaus dem neuen System zur Verfügung, Wohneinheiten verblieben. Und so dient das Gebäude noch heute als Wohnraum.
Im Jahr 1936 wurde die Freiwillige Feuerwehr Voigtsdorf gegründet, die heute einen eigenen Tanklöschwagen vom Typ Mercedes-Benz L 1113 (Baujahr 1976) besitzt.
In der Zeit der DDR gehörte Voigtsdorf zum Kreis Strasburg innerhalb des Bezirks Neubrandenburg. Der Bau des vierstöckigen Plattenbaus am nordwestlichen Dorfrand wurde in den 1960er Jahren ausgeführt. Nach der Wiedervereinigung Deutschlands kam die Gemeinde 1994 zum Landkreis Mecklenburg-Strelitz, welcher 2011 im Landkreis Mecklenburgische Seenplatte aufgegangen ist. Von 1992 bis 2003 führte das Amt Groß Miltzow die Verwaltungsgeschäfte für Voigtsdorf, seit 2004 ist dafür das Amt Woldegk zuständig.
Vorschlägen, die selbstständige Gemeinde Voigtsdorf in die Stadt Woldegk einzugliedern, stand und steht die Bevölkerung kritisch gegenüber.

## Dienstsiegel
Die Gemeinde verfügt über kein amtlich genehmigtes Hoheitszeichen, weder Wappen noch Flagge. Als Dienstsiegel wird das kleine Landessiegel mit dem Wappenbild des Landesteils Mecklenburg geführt. Es zeigt einen hersehenden Stierkopf mit abgerissenem Halsfell und Krone und der Umschrift „GEMEINDE VOIGTSDORF“.

## Sehenswürdigkeiten

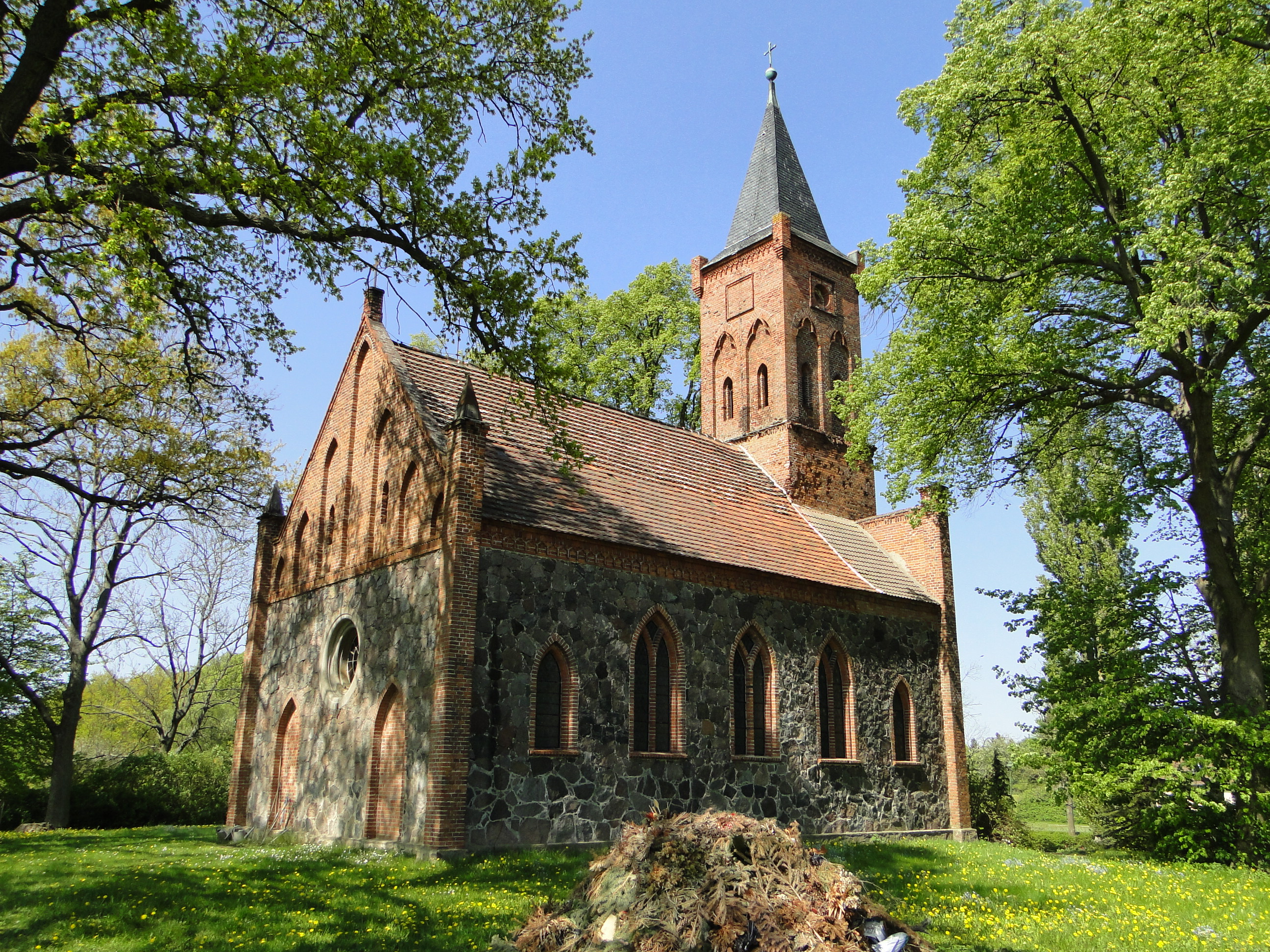
Kirche in Voigtsdorf

Die evangelische Kirche in Voigtsdorf wurde von 1835 bis 1855 nach Plänen des Baurats Friedrich Wilhelm Buttel im Stil der Neogotik und im Auftrag der nobilitierten Familie von Michael auf Voigtsdorf errichtet. Zur Verwendung kam beim unteren Teil der Kirche Feldstein, im Giebel und in den oberen Geschossen des Turms wurden Backsteine verwendet. Ein besonderes Merkmal des Gotteshauses ist seine Ausrichtung von Nordosten nach Südwesten. Der Kirchturm schließt sich nordöstlich an die Kirche an. Üblich ist bei alten Kirchen sonst eine Ausrichtung in östliche Richtung, der Turm steht also meistens an der Westseite. Die Bronzeglocke im Turm stammt aus dem Jahre 1909. Da die ursprüngliche Innenausstattung während des Zweiten Weltkrieges zerstört wurde, präsentiert sich der Innenraum der Kirche heute eher schlicht, eine Empore und eine hölzerne Kanzel sind vorhanden. Im Inneren der Kirche befinden sich zwei Gedenktafeln, die an die Gefallenen der beiden Weltkriege erinnern. Hinter der Kirche schließt sich der derzeit genutzte Friedhof der Gemeinde an. Heute gehört die Kirche zur Evangelisch-Lutherischen Kirchengemeinde Kublank.
Neben der Kirche ist auch die ehemalige Schule des Dorfes mit dem dazugehörigen Stall denkmalgeschützt.

## Wirtschaft und Infrastruktur
Die Voigtsdorfer Dorfstraße ist Teil der Kreisstraße 55, welche den Ort mit den umliegenden Dörfern verbindet. Die Bundesstraße 104 verläuft südlich der Gemeinde. Durch das Gemeindegebiet führt auch ein Abschnitt der Bundesautobahn 20, welche über die etwa fünf Kilometer entfernte Anschlussstelle Strasburg (Uckermark) erreichbar ist.
Durch den Ort führt auch der etwa 211 km lange Brohmer Berge & Randowtal-Rundweg, ein Fahrradweg, der Touristen die von der letzten Eiszeit geprägte Landschaft im Nordosten Deutschlands nahe bringen will.
Drei Bushaltestellen (Voigtsdorf; Voigtsdorf, Ausbau und Lindower Weg) befinden sich im Gemeindegebiet, sie werden von der Buslinie 502 der Mecklenburg-Vorpommerschen Verkehrsgesellschaft (abgekürzt: MVVG) angefahren.